# 大涨泾
大涨泾又稱大張泾，是中國上海市松江區的一條河流，北至澱浦河，南至米市渡附近流入黃浦江。原本河流只是北至人民河，後來人民河至澱浦河的一段河流也算入大涨泾。
1951年，松江南門至黃浦江的一段河流疏浚。1989年，大涨泾在流入黄浦江的河口處的西侧陆地开挖新的河口。1990年，河流上建成船闸。1993年建成排水泵站。船闸和排水泵站建設工程統稱大涨泾水利枢纽工程。